# Antoine-Louis Arrighi de Casanova
Pour les articles homonymes, voir famille Arrighi de Casanova, Arrighi et Casanova (homonymie).
Antoine-Louis, baron Arrighi de Casanova (11 avril 1755 - Corte † 28 décembre 1809 - Acqui Terme) est un homme d'Église, évêque français de l'Église catholique romaine des XVIIIe et XIXe siècles.

## Biographie
Fils de Giovan Tomaso Arrighi de Casanova (né en 1695) et frère de Hyacinthe Arrighi de Casanova, Antoine-Louis était vicaire-général de l'île d'Elbe (assermenté, il était l'un des dix vicaires épiscopaux de l'évêque constitutionnel), avant la cession de ce pays à la France, puis fut élevé à la dignité d'évêque d'Acqui dans le Piémont en 1807 et est consacré le 13 décembre 1807 par Giacinto della Torre avec comme co-consécrateurs Giuseppe Maria Grimaldi et Paolo Giuseppe Solaro. Il conquit tous les cœurs par son humilité et sa charité envers les pauvres.
Non moins remarquable par son esprit et ses connaissances que par son patriotisme, il mérita l'estime et l'affection de l'empereur Napoléon Ier. Il fut, comme son aîné, élevé à la dignité de baron (de l'Empire) et décoré de la croix d'officier de la Légion d'honneur.
À une époque où quelques insurrections éclatèrent dans le Piémont, l'évêque d'Acqui avait dans ces circonstances critiques honoré son ministère par des démarches périlleuses et énergiques, pour dessiller les yeux des révoltés et s'opposer à l'effusion du sang : Grouchy lui en témoigna publiquement sa satisfaction, et il fit élever aux frais des habitants un monument à la mémoire de l'archiprêtre de Monte-Chiaro, qui plutôt que de souffrir que le tocsin contre les Français fût sonné dans l'église qu'il desservait, se laissa égorger sur les cloches qu'il tenait étroitement embrassées.

## Lignée épiscopale
1. Mgr l'évêque Antoine-Louis Arrighi de Casanova ;
2. Mgr l'archevêque Giacinto della Torre, O.S.A. ;

## Fonctions
- Vicaire général de l'île d'Elbe,
- Évêque d'Acqui :
  - Nommé le 3 août 1807 ;
  - Consacré le 13 décembre 1807.

## Titres
- Baron Arrighi de Casanova et de l'Empire (lettres patentes du 16 septembre 1808).

## Décorations
- Officier de la Légion d'honneur[Quand ?].

## Armoiries
| Figure | Blasonnement |
|        | Armes du baron Arrighi de Casanova et de l'Empire Ecartelé : au premier d'argent aux trois barres de gueules ; au comble d'azur chargé d'une étoile d'argent ; au deuxième des barons évêques ; au troisième d'azur à la tour d'argent ouverte, ajourée et maçonnée de sable, au bras de même issant d'une fenêtre à sénestre, tenant une clé d'or, et accostée à sénestre d'un lion rampant d'or armé et lampassé de gueules saisissant la clé de la patte dextre ; au quatrième d'or au sphynx égyptien couché de sable tenant un étendard à trois queues de cheval posées en barre, le tout chargé d'une croix de pourpre à cinq étoiles d'argent, une, trois et une., Livrées : blanc, rouge, bleu, jaune, violet. |